# Macrogradungula moonya
Macrogradungula moonya is een spinnensoort uit de familie Gradungulidae. De soort komt voor in Queensland en is de typesoort van het geslacht Macrogradungula.